# 동아버스 (서울)
동아버스(東亞―)는 서울특별시 강북구의 옛 시내버스 회사였고, 본사는 서울특별시 강북구 우이동에 위치해 있었다. 같은 강북구 관내 시내버스 회사인 동아운수, 동아여객 등과 같은 계열사였다.

## 주요 연혁
- 1962년: 새한버스라는 상호로 회사를 설립하였다.
- 1974년: 새한버스에서 동북운수(東北運輸)로 상호가 변경되었다.
- 1998년: 동아운수에 인수되어 계열사로 편입과 동시에 동아버스(東亞―)로 상호가 변경되었다.
- 2001년: 같은 계열사인 동아여객과 함께 동아운수에 흡수합병되었다.

## 과거 운행노선
- 8번: 우이동 ↔ 신촌